# Télescope Schmidt-Cassegrain
 (mars 2021).
Si vous disposez d'ouvrages ou d'articles de référence ou si vous connaissez des sites web de qualité traitant du thème abordé ici, merci de compléter l'article en donnant les références utiles à sa vérifiabilité et en les liant à la section « Notes et références ».

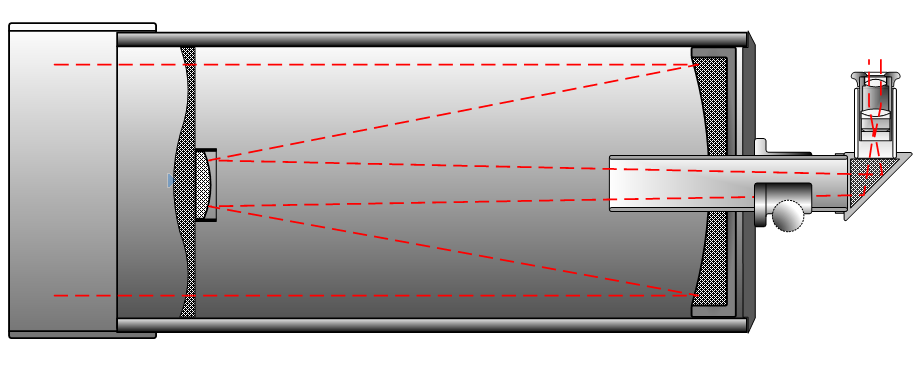
Parcours des rayons lumineux dans un télescope de type Schmidt-Cassegrain : après avoir traversé en entrée la lame de Schmidt, les rayons sont focalisés par le miroir sphérique placé au fond du télescope, puis réfléchis vers l'oculaire par le miroir central, qui occulte en partie la lame d'entrée.

Le télescope Schmidt-Cassegrain est un dispositif optique de type catadioptrique, composé de deux miroirs, un miroir primaire concave (généralement sphérique) et un miroir secondaire convexe, ainsi que d'une lentille appelée lame de Schmidt. Il s'agit d'une évolution du dispositif réflecteur proposé en 1672 par Laurent Cassegrain, amélioré en s'appuyant sur la chambre de Schmidt développée par Bernhard Schmidt en 1931.

## Principe de fonctionnement
De conception proche du télescope de type Cassegrain, le télescope Schmidt-Cassegrain présente toutefois quelques particularités notables :
- le miroir primaire parabolique sur le télescope de Cassegrain devient un miroir sphérique, plus simple et moins coûteux à fabriquer ;
- pour corriger les aberrations sphériques engendrées par le miroir primaire, une lame de Schmidt est placée en entrée du télescope.

## Avantages pratiques
Le télescope Schmidt-Cassegrain remporte depuis les années 1970 un vif succès auprès des amateurs, avant tout car il propose un bon rapport qualité/prix, lié principalement à l'utilisation de miroirs sphériques, peu coûteux à produire industriellement.
Il assure une assez bonne polyvalence, avec un rapport f/D voisin de 10, faisant de lui un instrument moyennement lumineux, mais autorisant de forts grandissements (de l'ordre de 2 fois son diamètre compté en mm), grâce à une distance focale élevée. Il se destine ainsi particulièrement à l'observation et la photographie de la Lune et des planètes, et l'observation visuelle des objets classiques du ciel profond. Un réducteur de focale (fréquemment de rapport 0,6) peut lui être adjoint pour augmenter le champ couvert.
Sa compacité remarquable (la longueur du tube est inférieure au double de son diamètre) permet à l'amateur de le transporter assez aisément, pour les instruments jusqu'à un diamètre de 300 mm.
Comme tout télescope, son utilisation nécessite un bon alignement des trois dispositifs optiques qui le composent (les deux miroirs et la lame de Schmidt). Cette opération, appelée collimation, est simple sur ce type de télescope et n'exige pas l'utilisation d'équipement particulier, notamment car les miroirs sphériques n'ont pas d'axe privilégié, et l'alignement de leur centre avec l'axe optique s'avère suffisant. L'opération consiste généralement à régler l'orientation du miroir secondaire à l'aide de trois vis, au jugé, en pointant une étoile.

## Propriétés optiques
Basé sur l'utilisation de miroirs, il présente peu voire pas d'aberrations chromatiques, ce qui le rend intéressant pour l'observation d'objets assez lumineux.
En revanche, il avoue ses limites en matière de « coma », phénomène peu gênant en observation visuelle, mais qui le rend moins efficace en photographie astronomique, le bord du champ marquant une forte déformation en forme de chevelure (chevelure se disant « kómê » en grec, a  donné coma et comète). Les fabricants ont depuis développé des formules optiques corrigeant le phénomène, pour les astrophotographes.
Enfin, la surface de focalisation n'est pas plane : lorsque la mise au point est faite sur le centre de l'image (dans l'axe optique), le bord du champ d'observation n'est pas net. Là aussi, le phénomène s'avère pénalisant en imagerie, et des modèles plus évolués, incluant une correction ont été mis au point par différents fabricants, au prix d'un coût sensiblement plus élevé.
L'obstruction centrale créée par le miroir secondaire placé devant le primaire est comprise entre 30 et 37 % en diamètre, soit 10 à 14 % en surface, et limite la performance en contraste.

## Versions et variations
Il existe plusieurs versions différentes de ce télescope :
- les miroirs sont le plus souvent sphériques : les coûts de fabrication en sont réduits, formant un compromis intéressant avec l'aplanétisme imparfait de l'image, au moins pour l'observation visuelle.
- la lame de Schmidt est généralement située à proximité du plan focal (qui en réalité n'est pas tout à fait plan) du miroir primaire, pour une bonne compacité, laquelle est un point fort de ce type de télescope.
- la lame de Schmidt peut aussi être axée sur le centre de la sphère incluant le miroir primaire. La qualité optique du résultat est favorable à cette disposition, mais l'instrument est alors beaucoup plus long (environ le double du premier cas). Dans cette configuration, le miroir secondaire est placé idéalement concentrique au miroir primaire, c'est-à-dire légèrement à l'intérieur de la lame de Schmidt, compte tenu qu'il est généralement très incurvé.